# ドイツツーリングカー選手権
ドイツツーリングカー選手権（Deutsche Tourenwagen Masters、略称：DTM）は自動車レースの1カテゴリー。市販車をベースにしたツーリングカーで争われるドイツ独自のレース。

## 歴史

### 第1期（1984年 - 1996年）
Deutsche Tourenwagen Meisterschaft（DTM）は、1984年から1995年までドイツ国内で開催されたツーリングカー選手権。同国には欧州の主要な自動車メーカーが集積していることもあって、毎年のようにドイツの自動車メーカー同士による激闘が繰り広げられ、そこに他国の自動車メーカーが殴り込みをかけてくるという、欧州きっての熾烈なタイトル争いが繰り広げられたツーリングカー選手権として知られている。
当初はグループA規定に沿った市販車をベースとした改造範囲の狭いレギュレーションの中で行われていたが、1993年シーズンからFIAのクラス1規定(2.5L)に基づきベースマシンの大幅な改造が許されるようになった。4WD化はもちろんのこと、ABSやトラクションコントロールといったハイテクデバイスを満載したマシンの迫力や、独自のウェイトハンディキャップ制を導入するなどの要素がシリーズを盛り上げ、よりF1に近いツーリングカー選手権としてドイツ国内はもとより欧州を中心に世界中で絶大な人気を誇った。
その人気から、1995年にはFIAのテコ入れでDTMに倣った国際ツーリングカー選手権（International Touringcar Championship　通称ITC）が新設され、DTMと平行して開催されるようになる。1996年シーズンよりDTMはITCと統合し、引き続きメルセデス、アルファロメオ、オペルの3メーカーがワークスチームとして参戦した。しかし、かつてのシルエットフォーミュラやプロトタイプレーシングカー並に先鋭化した結果、あまりのコスト急騰からメーカーの撤退が相次ぎ、同年限りで選手権は廃止となった。

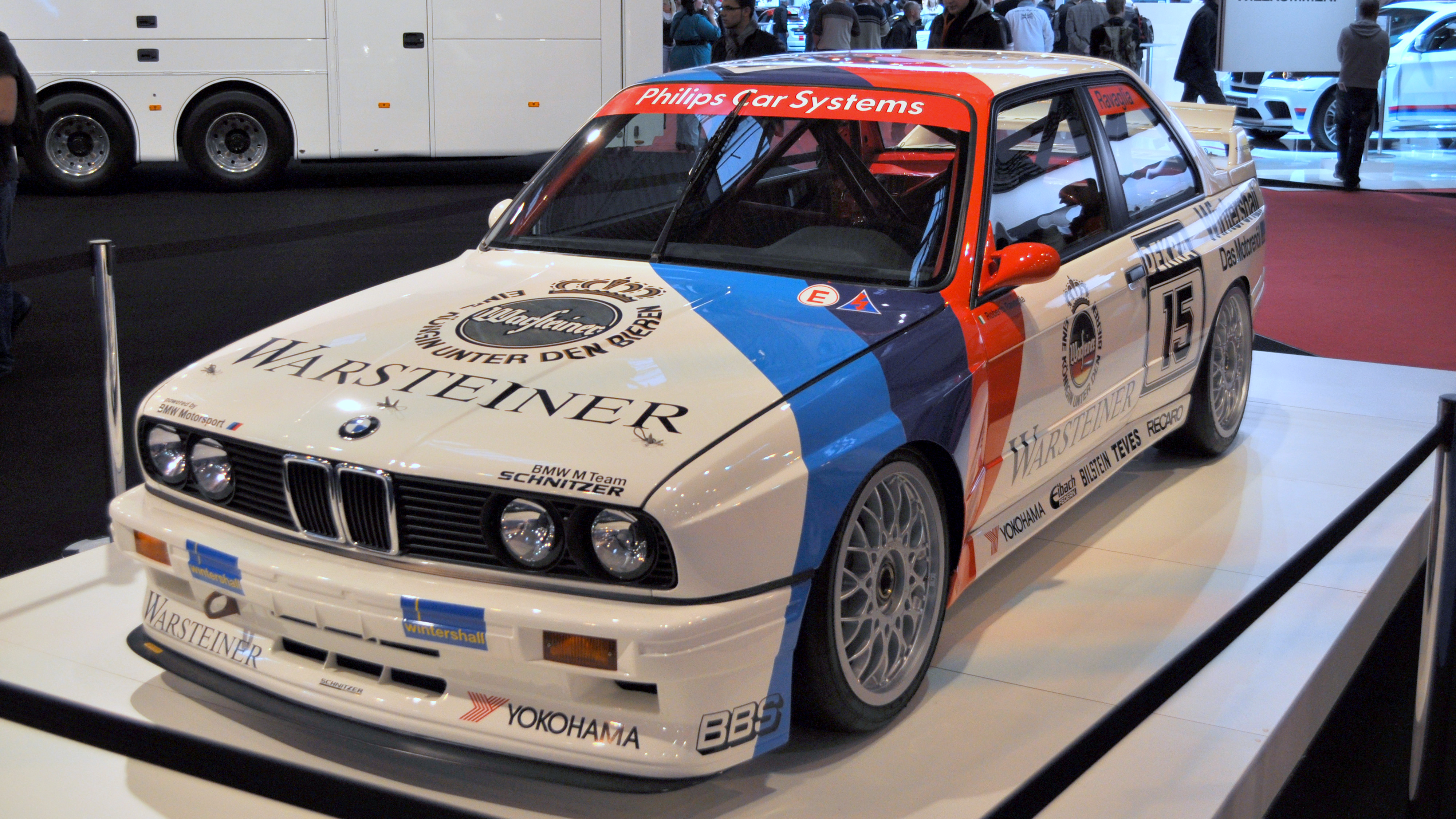
BMW・M3 1989年シリーズチャンピオンマシン Driver：ロベルト・ラヴァーリア
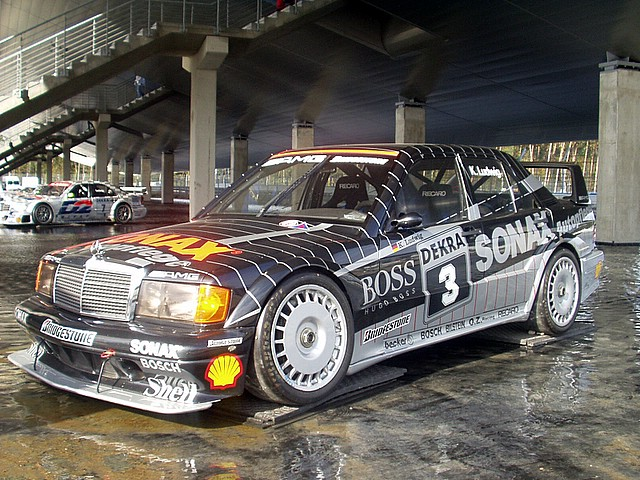
メルセデス・ベンツ・190E 2.5-16 Evolution II 1992年シリーズチャンピオンマシン Driver：クラウス・ルドヴィック
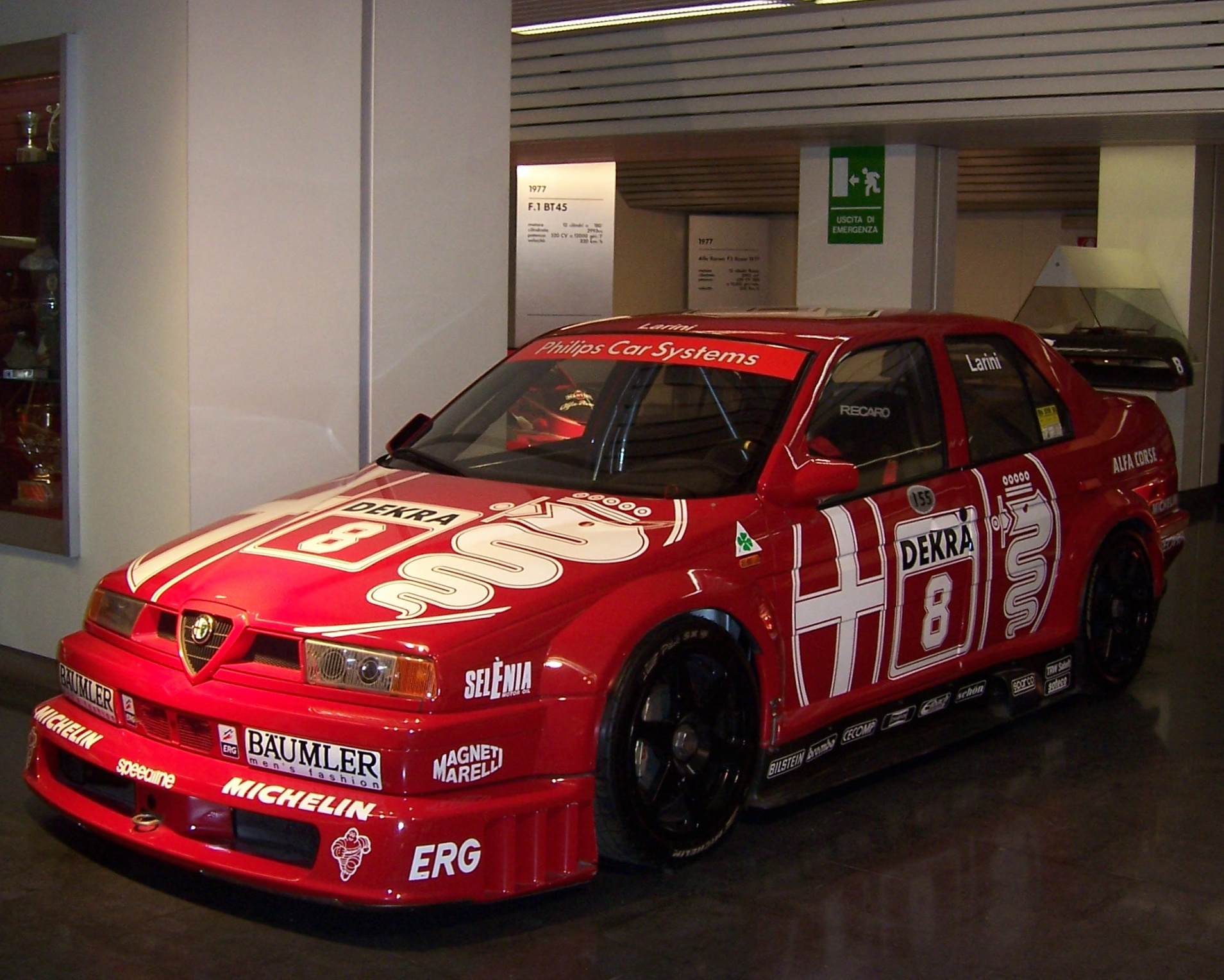
アルファロメオ・155 V6 TI 1993年シリーズチャンピオンマシン Driver：ニコラ・ラリーニ

### 第2期（2000年 -）

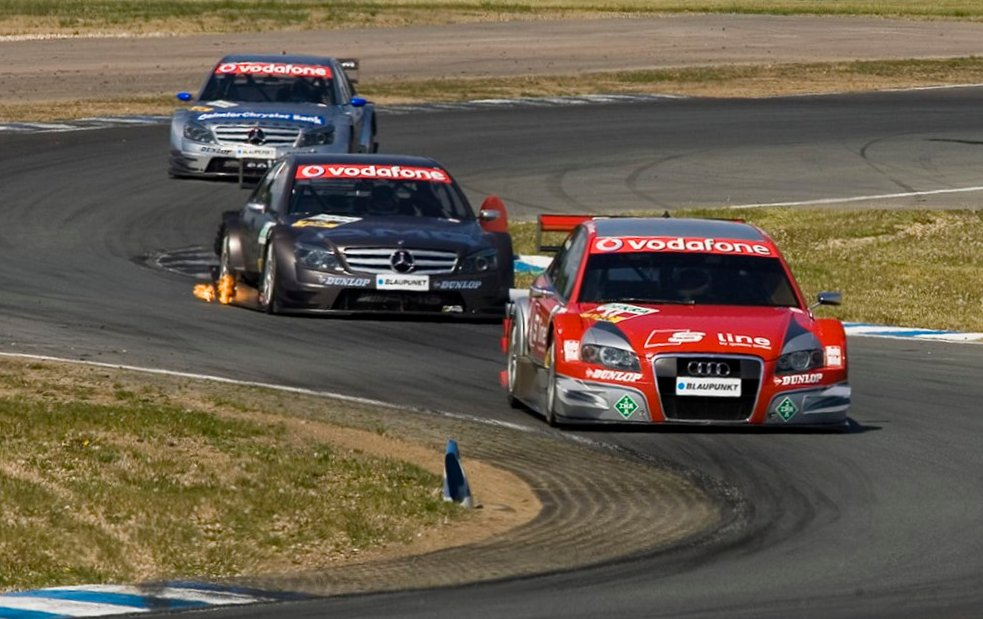
2007年シリーズ 第2戦 オッシャースレーベン　2007年4月

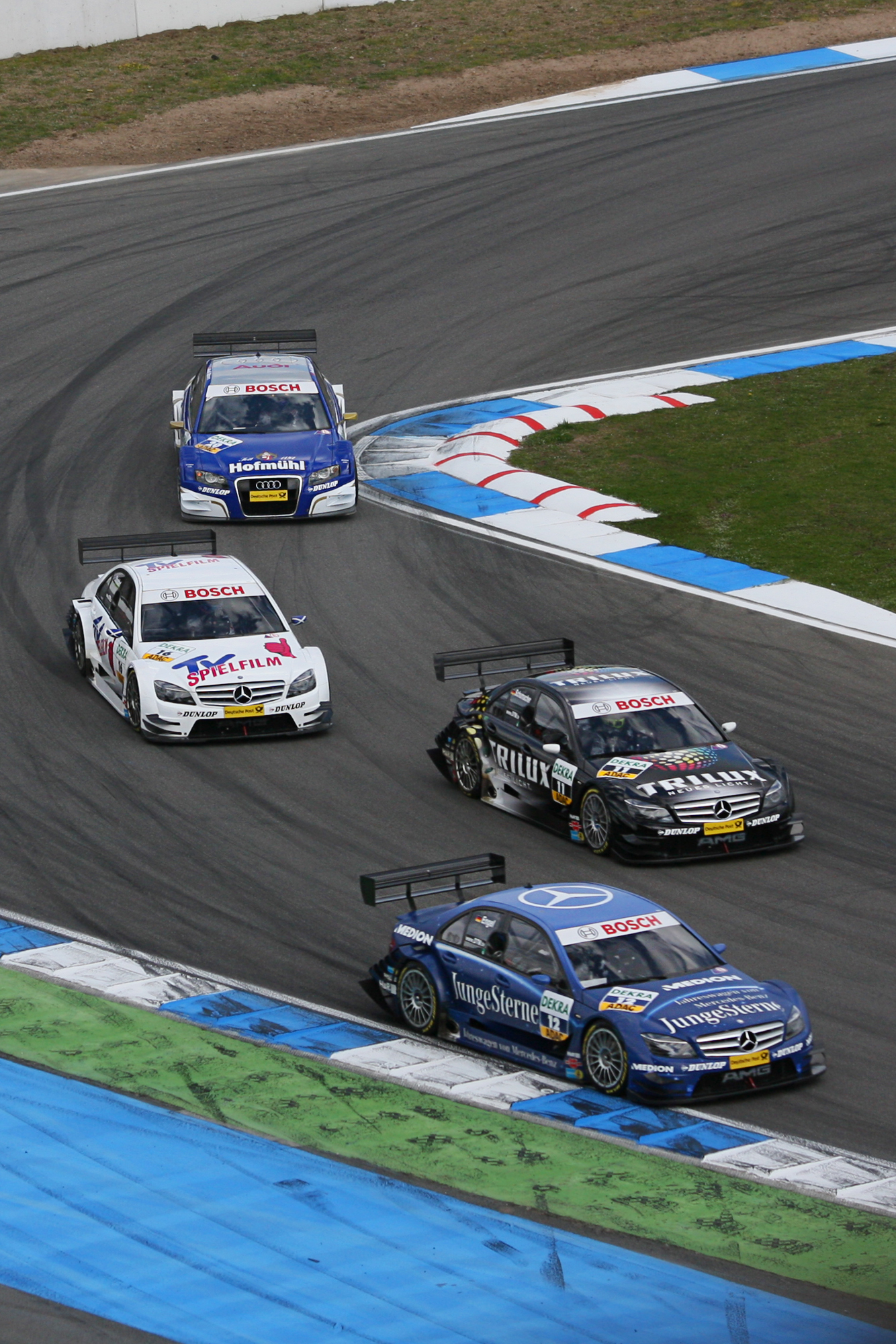
2008年シリーズ 第1戦 ホッケンハイムリンク　2008年4月

第1期の休止から3年後の2000年、新たにDeutsche Tourenwagen Masters（DTM）として、DTMはメーカー間の協力のもと復活した。過去の行き過ぎた失敗の反省を活かし、第1期のようなワークスチーム同士による過度なコスト高騰競争に陥らないようにレギュレーションを改める一方で、大会を盛り上げるための様々な要素も取り入れられた。
2001年シーズンからそれまでの2レース制を廃止し、予選レース、決勝レース制に変更。独自のシリーズとして発展に努めた。
2005年シーズンにはドイツ国内のほか、ベルギー・トルコ・オランダ・チェコの国外のサーキットも転戦した。新たなルールとしてウェイトハンデ制が導入され、1レース勝利すると勝利した車両のメーカーのそのシーズン内の全車に対して10 kgのウェイトハンデが与えられるようになった。
2006年シーズンはオペルの撤退以外にも、予選方式が昨年までのスーパーポールから、F1に準じたノックアウト方式へと変更された。
2016年シーズンにはメルセデスが撤退。2019年にはアストンマーティンが参戦したものの同年限りで撤退。
2020年11月6日、翌2021年シーズンに向けてグループGT3車両をメインカテゴリーとして導入するほか、グループGT4車両を導入するDTMトロフィー、かつてのレーシングカーで争われるDTMクラシック、eスポーツの要素を取り入れたDTM Eスポーツといった新シリーズの導入が発表されたほか、2023年より電動レーシングカーを導入する予定であることも発表された。
新カテゴリー体制となった2021シーズンはメルセデスが復帰した他、ポルシェ、フェラーリ、マクラーレンが新規参戦したが、マクラーレンは同年限りで撤退。
2022年12月2日、ドイツ自動車連盟（ADAC）はDTMのブランド権を獲得したことを発表した。これによりDTMは、GTマスターズからGT4ドイツ、TCRドイツまで複数のチャンピオンシップを管轄するADACの傘下に入ることになった。また、これまでDTMの運営会社であったITRは解散が決定した。

## 概要
以下は第2期の概要について述べる。第1期については旧ドイツツーリングカー選手権を参照のこと。

### マシン
旧DTMに対し、コスト高騰を防ぐためさまざまな制限やイコールコンディション化がされた。エンジンはレース専用設計のエンジン（2018年までは自然吸気の4L V型8気筒、2019年からは2L 直列4気筒 + ターボ）をシーズン開幕前に刻印された3基のみが利用可能、リストリクター（φ28mm×2個）の装着が義務づけられ出力が制限されている。ギアボックスは事前に承認を受けたヒューランド製かエクストラック製のどちらかのみが使え、駆動輪はリアのみ（4WDは禁止）、ABS・トラクションコントロールなどの電子デバイスの使用も禁止されている。
車体は、2004年から2011年のシーズンでは4ドアに限定。2012年からは大幅に更新され、全参加車輛共通のカーボンモノコックと鋼管フレームで構成したシャシに衝突時に潰れるための要素（crash elements）と各メーカーの市販車のエクステリアを付けた車輛となっており、シリーズ名こそ過去からの継続でツーレンヴァーゲン (ツーリングカー) を名乗るが、実際の車両はシルエットタイプカーである。
タイヤは基本的にワンメイクで、2010年まではダンロップが供給していたが、2011年よりハンコックタイヤに変更になった。その後、DTM（ドイツツーリングカー選手権）は、ハンコックタイヤ(ハンコック)とのタイヤ独占供給契約を2016年、さらに2023年まで延長することを決定している。2019年現在のタイヤは、絶対的なグリップを求めていない仕様となっている。

### 参戦メーカー
2000年のシリーズ発足当初からメルセデス、オペル、アウディというドイツを代表する3メーカーが参戦し（当初はザクスピードが開発したボルボS80をベースに製作されたマシンが参戦予定でテストが進められていたが参戦に至らず）、激戦を繰り広げていた（ただし、正確にはアウディのワークス参戦は2004年から。それ以前はプライベーターのチーム・アプトが、TTクーペに無限エンジンを搭載し参戦していた）。2005年よりMGローバーが新たに参戦する予定だったが、シーズン開幕直前に起こった同社の経営破綻により結局参戦を取りやめている。またオペルも2005年限りで撤退し、2006年から2011年までの6年間はメルセデス、アウディの2メーカーによる参戦が続いていた。
2008年にシトロエンは当時WRC（世界ラリー選手権）で黄金時代を築いていたものの、プロモーションへの不満から2009年限りで撤退し、DTMに転戦する考えがあることを公言したが、結局実現しなかった。
1994年シーズンを最後にDTMから撤退したかつての雄BMWは、2007年に発表したスポーツカーBMW M3 セダンがDTMのレギュレーションに合致していた事から（2011年シーズンまで参加車両は4ドアセダンに限定されていた）、このM3 セダンを駆ってDTMへ復帰するのではないかと噂されていた。しかし、度々参戦を噂されながらもなかなか参戦に踏み切らないまま、DTMのレギュレーションがGrand-AMやSUPER GTと歩調を合わせる方向で変更され、2012年シーズンよりDTMの参加車両が再び2ドアクーペに統一されることになった。これによりBMWはM3 セダンではなくM3 クーペ（レース用車両E92型M3 DTM）を駆って2012年シーズンからDTMに参戦することになった。
2012年シーズン以降のDTMは、メルセデス、BMW、アウディ（フォルクスワーゲングループ）といったドイツを代表する自動車メーカーが久方ぶりに揃い踏みした選手権となり、2012年はBMWが復帰初年度にしてドライバー、チーム、マニュファクチャラーの三冠を達成した。
メーカー間の競争の激しさが政治性の強さにも繋がっている。ダニエル・ジュンカデラはメルセデスが予めチャンピオンにする一人を決めておき、残りはデータ取りやサポートに徹している内情を暴露した。またBMWのマーティン・トムチェクも、DTMから離れる理由として「あまりに政治的になりすぎた」ことを述べている。
2018年限りでメルセデスが撤退するものの、2019年からスイスのRモータースポーツがアストンマーティン・ヴァンテージで新たにDTMに参戦することになり3メーカー体制が維持された。
しかし、そのRモータースポーツが参戦からわずか1年でまさかの撤退。さらに加えて、アウディは2020年限りでの撤退を決定したものの、新カテゴリーとなった2021年から復帰しており、実質的に撤退は免れている。
2021年からはメルセデスが復帰した他、ポルシェ、フェラーリ、マクラーレンが新規参戦したが、マクラーレンは同年限りで撤退。

#### 参戦車種

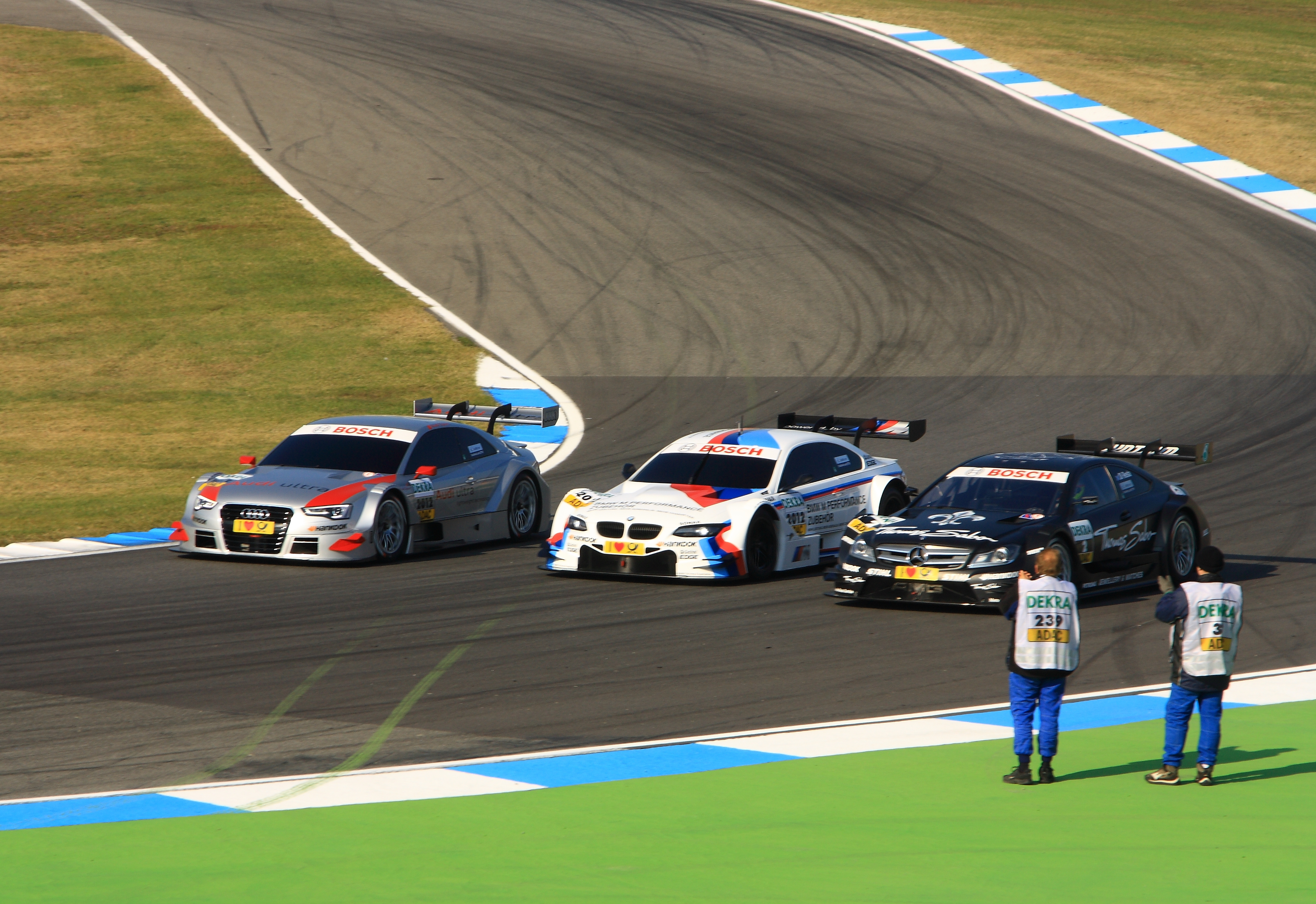
2012年シリーズ エントリーモデル

メルセデス・ベンツ（2000年～2018年,2021年～）
- メルセデス・CLKクラス（C208）（2000年～2001年）
- メルセデス・CLKクラス（C209）（2002年～2003年）
- メルセデス・Cクラス（W203）（2004年～2006年）
- メルセデス・Cクラス（W204）（2007年～2011年）
- メルセデス・Cクラス クーペ（C204）（2012年～2015年）
- メルセデスAMG・C63 クーペ（C205）（2016年～2018年）
- メルセデスAMG・GT3 Evo（2021年～）

アウディ（2000年～）
- アウディ・TT クーペ（2000年～2003年）
- アウディ・A4 B6（2004年）
- アウディ・A4 B7（2005年～2007年）
- アウディ・A4 B8（2008年～2011年）
- アウディ・A5 クーペ（2012年）
- アウディ・RS5（8T型）（2013年～2016年）
- アウディ・RS5（5F型）（2017年～2020年）
- アウディ・R8 LMS Evo I（2021年）
- アウディ・R8 LMS Evo II（2022年～）

オペル（2000年～2005年）
- オペル・アストラ V8 クーペ（2000年～2003年）
- オペル・ベクトラ GTS V8（2004年～2005年）

BMW（2012年～）
- BMW・M3 クーペ（E92）（2012年～2013年）
- BMW・M4（F82）（2014年～2020年）
- BMW・M6 GT3（2021年）
- BMW・M4 GT3（2022年～）

アストンマーティン（2019年,2025年）
- アストンマーティン・ヴァンテージ DTM（2019年）
- アストンマーティン・ヴァンテージ AMR GT3 Evo（2025年）

フェラーリ（2021年～）
- フェラーリ・488 GT3 Evo（2021年～2022年）
- フェラーリ・296 GT3（2023年～）

マクラーレン（2021年,2024年～）
- マクラーレン 720S・GT3（2021年）
- マクラーレン 720S・GT3 Evo（2024年～）

ポルシェ（2021年～）
- ポルシェ・911 GT3 R（991.2）（2021年～2022年）
- ポルシェ・911 GT3 R（992）（2023年～）

ランボルギーニ（2021年～）
- ランボルギーニ・ウラカン GT3 Evo（2021年～2022年）
- ランボルギーニ・ウラカン GT3 Evo 2（2023年～）

### ドライバー
ドイツを中心に選手権が行われるためドイツ人ドライバーが多く参加しており、中でもベルント・シュナイダー（2008年限りで引退）は過去4回（第1期も含めると過去5回）シリーズチャンピオンを獲得するなどの圧倒的な強さから「ミスターDTM」の異名を取っていた。また女性ドライバー（バニーナ・イクス、スージー・ヴォルフの2名）が参加している。
ジャン・アレジ（2002年～2006年）、ハインツ＝ハラルド・フレンツェン（2004年～2006年）、ミカ・ハッキネン（2005年～2007年）、ラルフ・シューマッハ（2008年～2012年）、デビッド・クルサード（2010年～2012年）といった元F1ドライバーも、F1引退後に参戦している。ちなみに前述のベルント・シュナイダーも元F1ドライバーである。F1からの転向が多いのに対し、2010年チャンピオンのポール・ディ・レスタや2015年チャンピオンのパスカル・ウェーレインのようにF1にステップアップする者もいる。
日本からは2003年に金石勝智がシーズンフル参戦を果たしたが、マシンがメルセデスの前年型だったこともあり成績は振るわなかった。

## 計画された北米戦
第1期DTMが国際シリーズ化とそれに伴う参戦コスト高騰などによりシリーズ消滅に至ったという経緯から、従来第2期DTMは一応国際シリーズではあるもののあくまで「ドイツがメインの国際選手権」という独自のスタンスを保持してきたが、2010年代に入り主催者側ではこのスタンスを崩すような新たな施策をいくつも発表している。
まず2010年10月には、2012年から北米大陸でNASCAR及びグランダム・シリーズの主催者と共同でDTMのレギュレーションを使用したシリーズを開催すると発表した。同レースは基本的にNASCARやグランダム・シリーズのサポートレースとして開催される予定とされた。その後も2015年のシリーズ発足を目指していたが、実際にはシリーズ発足には至らなかった。

## SUPER GTとの規定統一
日本のSUPER GTを主催するGTアソシエイション（GTA）と技術規定の統一に向けた話し合いを行い、2012年10月16日に2014年からSUPER GT・GT500クラスの技術規定を2012年のDTMの車両規定と基本的に同一の物にすることで契約を締結したことが発表された。これにより共通のモノコックやパーツを使用することでコストダウンが図れるようになるほか、両シリーズへの日本・ドイツの各メーカーの参戦が可能となり、将来的には両シリーズの交流戦も可能となる。当面エンジン（DTMは4LのV8NAなのに対し、2014年以降のSUPER GTは2L直4ターボ）、タイヤ（DTMはワンメイクだがSUPER GTはマルチメイク）など、一部規定が異なる部分も残されるが、2017年に規定を「クラス1」の名で完全統合する予定とした。
2019年シーズンよりDTMもエンジンをSUPER GTと同一の2L直4ターボとすることを正式に発表し、2017年10月13日・14日のDTMドイツツーリングカー選手権最終戦ホッケンハイムではGT500車両が、同年11月11日・12日のSUPER GT最終戦もてぎではDTM車両がデモ走行を行った。
2019年10月6日、公式戦でもあるDTM最終戦ホッケンハイムリンクに、GT500の3メーカーのテスト車両がDTMのレースへの参戦を果たした。
同年の11月23日・24日に富士スピードウェイで、GT500車両15台とDTM車両7台の計22台によって交流戦が行われた。こちらはあくまでもジョイントイベントなのでDTM及び、SUPER GTのランキング争いには関係ない。
しかし2019年〜2020年にかけてDTMのマニュファクチャラー離脱が相次ぎGT3規定へと移行したため、クラス1規定の知的財産権はSUPER GTへ譲渡され、クラス1の名称は廃止される。このため統一戦は、2019年のみに留まっている。

## チャンピオン

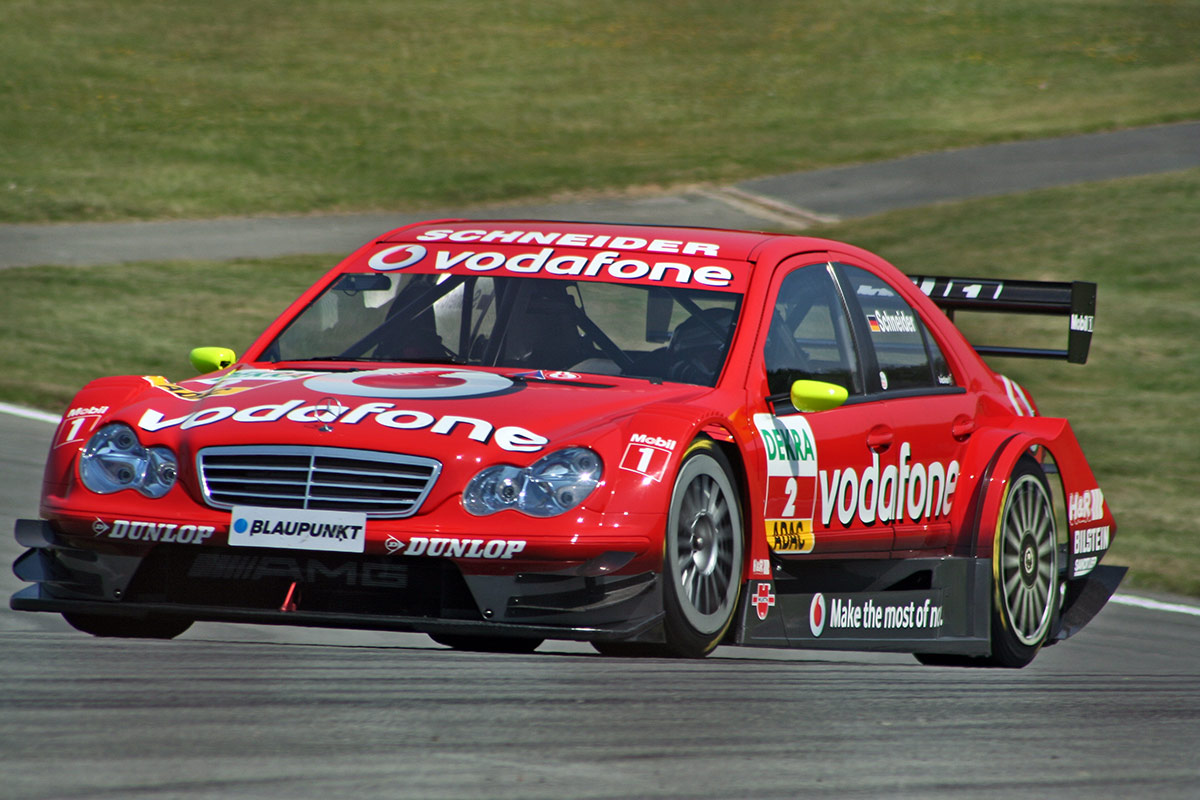
Mercedes-Benz C-Class (W203) 2006年シリーズチャンピオンマシン Driver：ベルント・シュナイダー
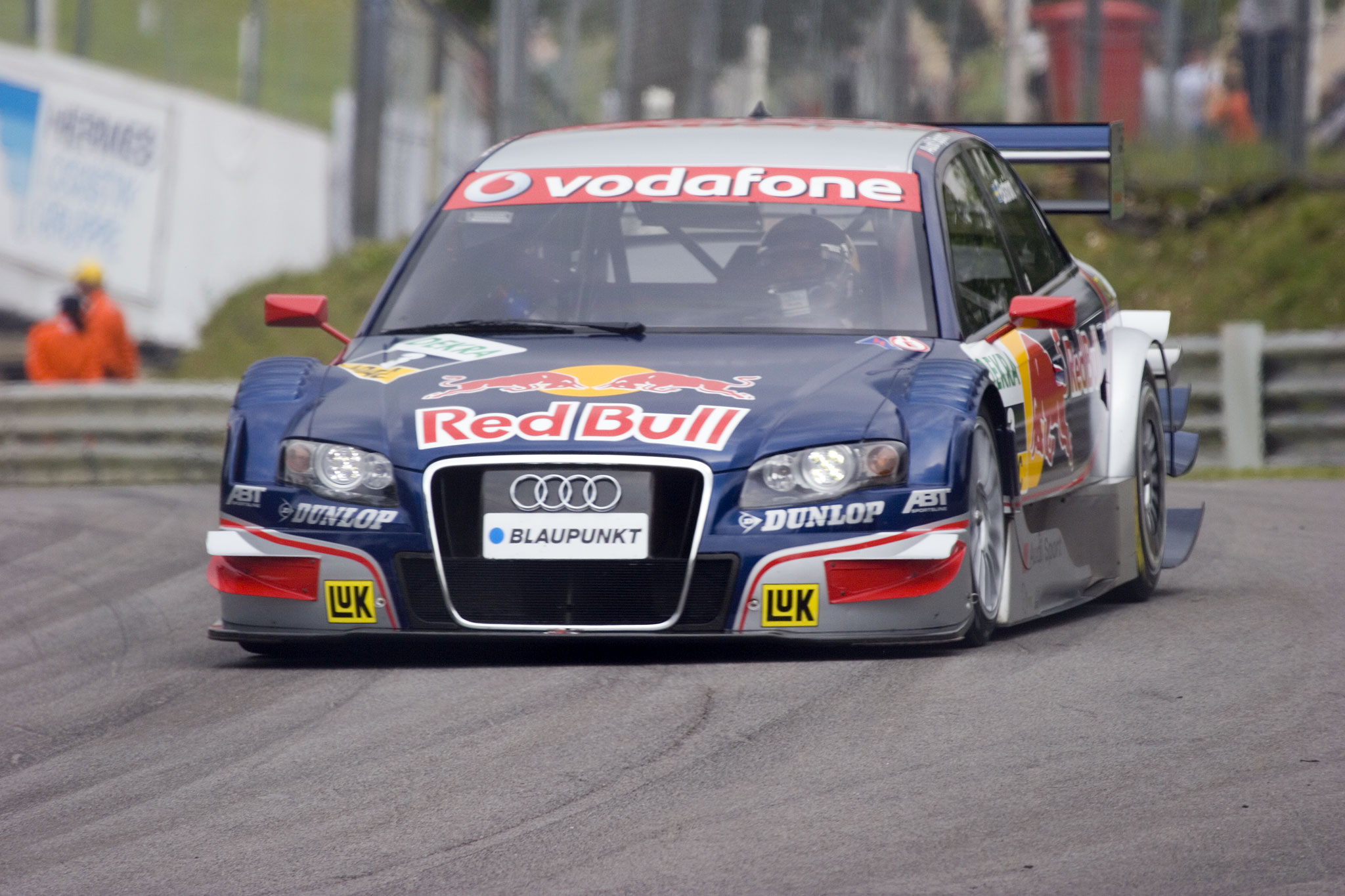
Audi A4 2007年シリーズチャンピオンマシン Driver：マティアス・エクストローム

| シーズン   | シリーズ名                                                                 | チャンピオン                       | 2位                                | 3位                                | マニュファクチャラーズタイトル     |
| ---------- | -------------------------------------------------------------------------- | ---------------------------------- | ---------------------------------- | ---------------------------------- | ---------------------------------- |
| 1984- 1996 | Deutsche Tourenwagen Meisterschaft/ International Touring Car Championship | 旧ドイツツーリングカー選手権を参照 | 旧ドイツツーリングカー選手権を参照 | 旧ドイツツーリングカー選手権を参照 | 旧ドイツツーリングカー選手権を参照 |
| 1997- 1999 | Deutsche Tourenwagen Meisterschaft/ International Touring Car Championship | 開催されず                         | 開催されず                         | 開催されず                         | 開催されず                         |
| 2000       | Deutsche Tourenwagen Masters                                               | ベルント・シュナイダー             | マヌエル・ロイター                 | クラウス・ルドヴィック             | オペル                             |
| 2001       | Deutsche Tourenwagen Masters                                               | ベルント・シュナイダー             | ウーヴェ・アルツェン               | ピーター・ダンブレック             | メルセデス・ベンツ                 |
| 2002       | Deutsche Tourenwagen Masters                                               | ローレン・アイエロ                 | ベルント・シュナイダー             | マティアス・エクストローム         | アウディ                           |
| 2003       | Deutsche Tourenwagen Masters                                               | ベルント・シュナイダー             | クリスチャン・アルバース           | マルセル・フェスラー               | メルセデス・ベンツ                 |
| 2004       | Deutsche Tourenwagen Masters                                               | マティアス・エクストローム         | ゲイリー・パフェット               | クリスチャン・アルバース           | アウディ                           |
| 2005       | Deutsche Tourenwagen Masters                                               | ゲイリー・パフェット               | マティアス・エクストローム         | トム・クリステンセン               | メルセデス・ベンツ                 |
| 2006       | Deutsche Tourenwagen Masters                                               | ベルント・シュナイダー             | ブルーノ・スペングラー             | トム・クリステンセン               | メルセデス・ベンツ                 |
| 2007       | Deutsche Tourenwagen Masters                                               | マティアス・エクストローム         | ブルーノ・スペングラー             | マーティン・トムチェク             | アウディ                           |
| 2008       | Deutsche Tourenwagen Masters                                               | ティモ・シャイダー                 | ポール・ディ・レスタ               | マティアス・エクストローム         | アウディ                           |
| 2009       | Deutsche Tourenwagen Masters                                               | ティモ・シャイダー                 | ゲイリー・パフェット               | ポール・ディ・レスタ               | メルセデス・ベンツ                 |
| 2010       | Deutsche Tourenwagen Masters                                               | ポール・ディ・レスタ               | ゲイリー・パフェット               | ブルーノ・スペングラー             | メルセデス・ベンツ                 |
| 2011       | Deutsche Tourenwagen Masters                                               | マーティン・トムチェク             | マティアス・エクストローム         | ブルーノ・スペングラー             | アウディ                           |
| 2012       | Deutsche Tourenwagen Masters                                               | ブルーノ・スペングラー             | ゲイリー・パフェット               | ジェイミー・グリーン               | BMW                                |
| 2013       | Deutsche Tourenwagen Masters                                               | マイク・ロッケンフェラー           | アウグスト・ファルフス             | ブルーノ・スペングラー             | BMW                                |
| 2014       | Deutsche Tourenwagen Masters                                               | マルコ・ヴィットマン               | マティアス・エクストローム         | マイク・ロッケンフェラー           | アウディ                           |
| 2015       | Deutsche Tourenwagen Masters                                               | パスカル・ウェーレイン             | ジェイミー・グリーン               | マティアス・エクストローム         | BMW                                |
| 2016       | Deutsche Tourenwagen Masters                                               | マルコ・ヴィットマン               | エドアルド・モルタラ               | ジェイミー・グリーン               | アウディ                           |
| 2017       | Deutsche Tourenwagen Masters                                               | レネ・ラスト                       | マティアス・エクストローム         | ジェイミー・グリーン               | アウディ                           |
| 2018       | Deutsche Tourenwagen Masters                                               | ゲイリー・パフェット               | レネ・ラスト                       | ポール・ディ・レスタ               | メルセデス・ベンツ                 |
| 2019       | Deutsche Tourenwagen Masters                                               | レネ・ラスト                       | ニコ・ミュラー                     | マルコ・ヴィットマン               | アウディ                           |
| 2020       | Deutsche Tourenwagen Masters                                               | レネ・ラスト                       | ニコ・ミュラー                     | ロビン・フラインス                 | アウディ                           |
| 2021       | Deutsche Tourenwagen Masters                                               | マクシミリアン・ゲッツ             | リアム・ローソン                   | ケルヴィン・ヴァン・デル・リンデ   | メルセデス・ベンツ                 |
| 2022       | Deutsche Tourenwagen Masters                                               | シェルドン・ヴァン・デル・リンデ   | ルーカス・アウアー                 | レネ・ラスト                       | アウディ                           |
| 2023       | Deutsche Tourenwagen Masters                                               | トーマス・プレイニング             | ミルコ・ボルトロッティ             | リカルド・フェラー                 | ポルシェ                           |
| 2024       | Deutsche Tourenwagen Masters                                               | ミルコ・ボルトロッティ             | ケルヴィン・ヴァン・デル・リンデ   | マロ・エンゲル                     | メルセデスAMG                      |

- Mercedes-Benz C-Class (W203)
2006年シリーズチャンピオンマシン
Driver：ベルント・シュナイダー
- Audi A4
2007年シリーズチャンピオンマシン
Driver：マティアス・エクストローム

## 主なシリーズ参戦ドライバー
| ドライバー                       | 参戦年                | 主な成績 | F1参戦歴                                                                         |
| -------------------------------- | --------------------- | --- | -------------------------------------------------------------------------------- |
| ジョニー・チェコット             | 2002                  | 2002年22位 | 1983-1984（セオドール、トールマン）                                              |
| ステファノ・モデナ               | 2000                  | 2000年15位 | 1987-1992（ブラバム、ユーロブルン、ティレル、ジョーダン）                        |
| ベルント・シュナイダー           | 2000-2008             | 2000年チャンピオン、2001年チャンピオン、2002年2位、2003年チャンピオン、2004年6位、2005年4位、2006年チャンピオン、2007年6位、2008年6位 | 1988-1990（ザクスピード、アロウズ）                                              |
| ヨアヒム・ヴィンケルホック       | 2000-2003             | 2000年5位、2001年16位、2002年13位、2003年15位                                                                                         | 1989（AGS）                                                                      |
| ジャン・アレジ                   | 2002-2006             | 2002年5位、2003年5位、2004年7位、2005年7位、2006年9位                                                                                 | 1989-2001（ティレル、フェラーリ、ベネトン、ザウバー、プロスト、ジョーダン）      |
| エマニュエル・ピロ               | 2004                  | 2004年11位 | 1989-1991（ベネトン、スクーデリア・イタリア）                                    |
| J.J.レート                       | 2002                  | 2002年21位 | 1989-1994（オニクス、スクーデリア・イタリア、ザウバー、ベネトン）                |
| ミカ・ハッキネン                 | 2005-2007             | 2005年5位、2006年6位、2007年8位 | 1991-2001（ロータス、マクラーレン）                                              |
| アレッサンドロ・ザナルディ       | 2018                  | 2018年NC | 1991-1994, 1999（ジョーダン、ミナルディ、ロータス、ウィリアムズ）                |
| カール・ヴェンドリンガー         | 2002-2003             | 2002年14位、2003年16位 | 1991-1995（レイトンハウス、マーチ、ザウバー）                                    |
| ペドロ・ラミー                   | 2000-2001             | 2000年13位、2001年17位 | 1993-1996（ロータス、ミナルディ）                                                |
| ハインツ＝ハラルド・フレンツェン | 2004-2006             | 2004年14位、2005年8位、2006年7位、 | 1994-1996（ザウバー、ウィリアムズ、ジョーダン、プロスト、アロウズ）              |
| デビッド・クルサード             | 2010-2012             | 2010年16位、2011年16位、2012年15位 | 1994-2008（ウィリアムズ、マクラーレン、レッドブル）                              |
| ラルフ・シューマッハ             | 2008-2012             | 2008年14位、2009年11位、2010年14位、2011年8位、2012年17位                                                                             | 1997-2007（ジョーダン、ウィリアムズ、トヨタ）                                    |
| ジェンソン・バトン               | 2019                  | 2019年NC | 2000-2017（ウィリアムズ、ベネトン、ルノー、BAR、ホンダ、ブラウン、マクラーレン） |
| アラン・マクニッシュ             | 2005                  | 2005年10位 | 2002（トヨタ）                                                                   |
| ニコラス・キエーサ               | 2006                  | 2006年23位 | 2003（ミナルディ）                                                               |
| クリスチャン・クリエン           | 2021                  | 2021年NC | 2004-2006, 2010（ジャガー、レッドブル、HRT）                                     |
| ティモ・グロック                 | 2013-2021, 2025-      | 2013年9位、2014年16位、2015年15位、2016年10位、2017年7位、2018年5位、2019年12位、2020年4位、2021年17位                                | 2004, 2008-2012（ジョーダン、トヨタ、ヴァージン、マルシャ）                      |
| クリスチャン・アルバース         | 2001-2004, 2008       | 2001年14位、2002年12位、2003年2位、2004年3位、2008年17位                                                                              | 2005-2007（ミナルディ、ミッドランド、スパイカー）                                |
| ロバート・クビサ                 | 2020                  | 2020年15位 | 2006-2010, 2019, 2021（BMWザウバー、ルノー、ウィリアムズ、アルファロメオ）       |
| マルクス・ヴィンケルホック       | 2004, 2007-2010, 2021 | 2004年19位、2007年19位、2008年11位、2009年10位、2010年12位、2021年23位                                                                | 2007（スパイカー）                                                               |
| ヴィタリー・ペトロフ             | 2014                  | 2014年23位 | 2010-2012（ルノー、ケータハム）                                                  |
| ルーカス・ディ・グラッシ         | 2021                  | 2021年NC | 2010（ヴァージン）                                                               |
| ポール・ディ・レスタ             | 2007-2010, 2014-2019  | 2007年5位、2008年2位、2009年3位、2010年チャンピオン、2014年15位、2015年8位、2016年5位、2017年11位、2018年3位、2019年16位              | 2011-2013, 2017（フォース・インディア、ウィリアムズ）                            |
| ロベルト・メリ                   | 2012-2013             | 2012年NC、2013年15位 | 2015（マルシャ）                                                                 |
| パスカル・ウェーレイン           | 2013-2015, 2018       | 2013年22位、2014年8位、2015年チャンピオン、2018年8位                                                                                  | 2016-2017（マノー、ザウバー）                                                    |
| エステバン・オコン               | 2016                  | 2016年26位 | 2016-2018, 2020-（マノー、フォース・インディア、ルノー、アルピーヌ、ハース）     |
| アントニオ・ジョヴィナッツィ     | 2015                  | 2015年25位 | 2017, 2019-2021（ザウバー、アルファロメオ）                                      |
| アレクサンダー・アルボン         | 2021                  | 2021年6位 | 2019-2020, 2022-（トロ・ロッソ、レッドブル、ウィリアムズ）                       |
| ピエトロ・フィッティパルディ     | 2019                  | 2019年15位 | 2020（ハース）                                                                   |
| ジャック・エイトケン             | 2023-                 | 2023年14位、2024年8位 | 2020（ウィリアムズ）                                                             |
| リアム・ローソン                 | 2021                  | 2021年2位 | 2023-（アルファタウリ、RB、レッドブル）                                          |

## その他
- 2018年1月31日、フォーミュラ1では2018年よりグリッド・ガールの廃止を決めた。廃止理由は、露出度の高い衣装などが現代の社会規範に共鳴しないためといった理由であるため、DTM運営側もグリッド・ガールの存廃の検討を行ったが、2018年度は露出度を減らす前提で継続することとなった[25]
- 2017年、ITR(DTM主催者)の会長がハンス・ヴェルナー・アウフレヒトから、元F1ドライバーのゲルハルト・ベルガーに交代した。アウフレヒトはAMGの創始者であり、メルセデスと共に26年間にわたりDTM（前進の国際ツーリングカー選手権(ITC)を含む）を支えてきた人物でもあった。